# Schnellfahrversuche mit Dampflokomotiven zwischen Marienfelde und Zossen

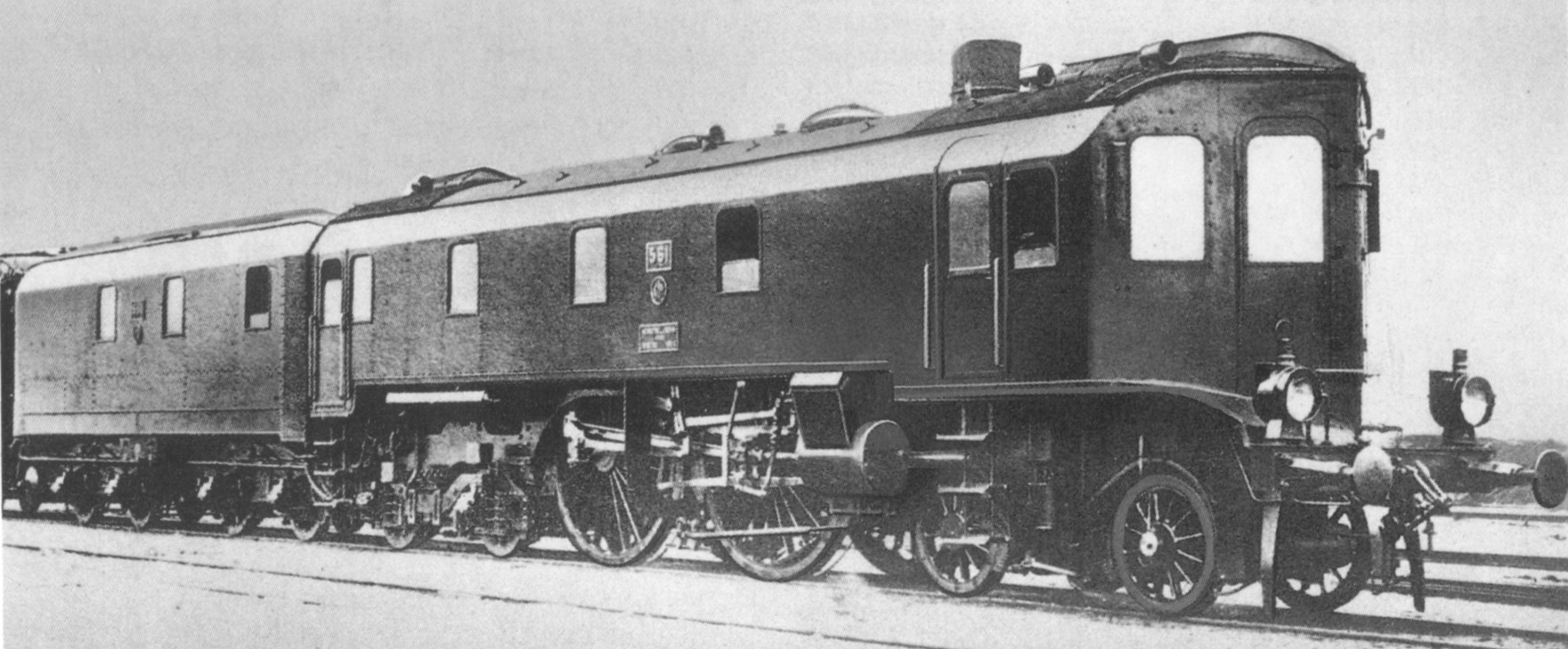
Versuchslokomotive VI, Altona 561

Nachdem auf der Militärbahnstrecke zwischen Marienfelde und Zossen in den Jahren 1901 bis 1903 aufsehenerregende Schnellfahrversuche mit Drehstrom-Schnellbahnwagen stattfanden und mit 210,2 km/h ein Geschwindigkeitsweltrekord aufgestellt wurde, folgte im Jahr 1904 eine Reihe weiterer Schnellfahrversuche mit Dampflokomotiven zwischen Marienfelde und Zossen. Die Ergebnisse der Dampflokomotiven blieben zwar weit hinter den Leistungen der elektrischen Schnellbahnwagen zurück, ermöglichten aber die Erhöhung der allgemein zulässigen Höchstgeschwindigkeit auf Hauptbahnen für Personenzüge mit durchgehender Bremse von 80 km/h auf 100 km/h ab dem 1. Mai 1905.

## Vorgeschichte
In den Jahren 1901 bis 1903 wurde auf der Strecke der Königlich Preußischen Militär-Eisenbahn zwischen Berlin-Marienfelde und Zossen ein umfangreiches Versuchsprogramm der Studiengesellschaft für Elektrische Schnellbahnen mit Drehstrom-Schnellbahnwagen durchgeführt. Eine erste Serie von Versuchsfahrten im Herbst 1901 zeigte die Notwendigkeit, Verbesserungen an den Fahrzeugen und vor allem am Oberbau vorzunehmen. Die Gleisinstandsetzungen vom Sommer 1901 hatten für die hohen angestrebten Geschwindigkeiten nicht ausgereicht. 

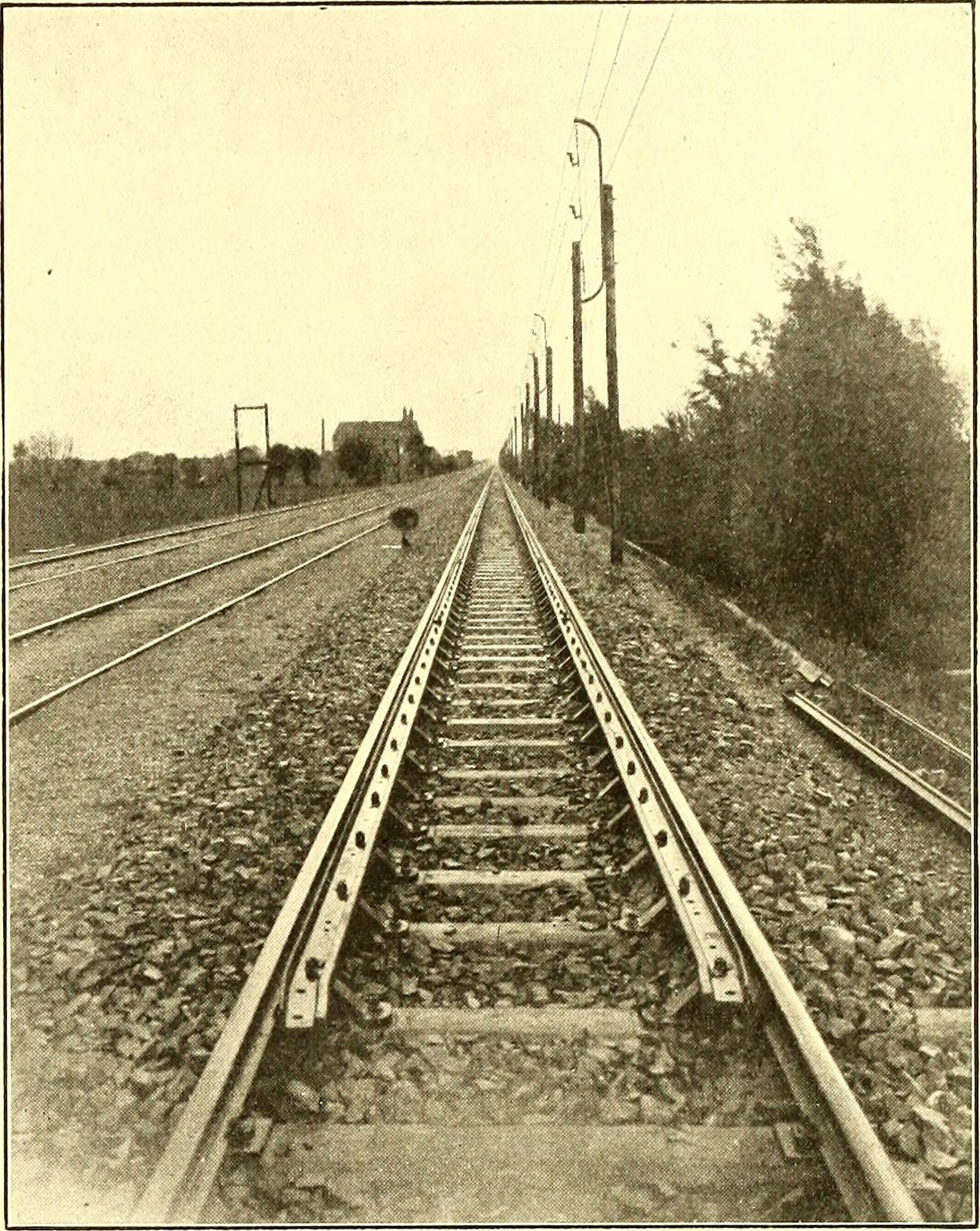
Versuchsstrecke mit dreipoliger Drehstrom-Fahrleitung, verstärktem Oberbau mit 41 kg/m-Fahrschienen, Leitschienen und Basaltschotter bei km 10,5, im Hintergrund links die Mälzerei Lichtenrade, 1903

Nachdem die  Finanzierung des neuen Oberbaus geklärt war, wurde der Oberbau der Militärbahnstrecke zwischen Marienfelde und Zossen im Sommer 1903 durch die Soldaten des Eisenbahnregiments vollständig neu aufgebaut. Die bisherige Kies-Sand-Bettung wurde durch 20.000 m³ Basaltschlag (Schotter aus dem Steinbruch Sproitz/Niederschlesien) ersetzt. Auf der vollen Länge von 23 km wurden nun schwerere 12-m-Fahrschienen (41,38 kg/m, preuß. Form 8) eingebaut. Sie wurden auf 34.800 neuen Holzschwellen mit eisernen Hakenplatten montiert. Auf eine Schienenlänge von 12 m wurden 18 Schwellen verteilt (mittlerer Schwellenabstand 0,66 m). Pierson hob hervor, „dass die Versuchsstrecke Marienfelde–Zossen den bestgepflegten Oberbau der Welt besaß“. Im Abschnitt zwischen km 10,5 und km 27,5 kamen zusätzlich Leitschienen hinzu, die im Ernstfall die Drehstrom-Schnellbahnwagen führen sollten, aber letztendlich nicht benötigt wurden. Im September wurden die Versuchsfahrten wieder aufgenommen. Am 28. Oktober 1903 wurde mit 210,2 km/h ein Geschwindigkeitsweltrekord für Landfahrzeuge aufgestellt, der erst 1931 durch den Schienenzeppelin übertroffen werden konnte.
Nachdem die Versuchsfahrten mit den Drehstrom-Schnellbahnwagen abgeschlossen waren, beschloss die Studiengesellschaft den Abbau der elektrischen Anlagen und die Auflösung der Gesellschaft. Die beteiligten Elektrounternehmen versuchten, die gemachten Erfahrungen in konkreten Projekten anzuwenden und erarbeiteten Vorschläge, unter anderem für eine elektrische Schnellbahn zwischen Berlin und Hamburg. Eine Realisierung dieser Projekte konnte jedoch weder finanziert noch genehmigt werden.
Die Militärbahnstrecke zwischen Marienfelde und Zossen befand sich nach dem Abschluss der elektrischen Schnellbahnfahrten Ende 1903 weiterhin in einem sehr guten Ausbaustandard. Der ursprünglich mit dem Minister der öffentlichen Arbeiten vereinbarte Austausch des hochwertigen Oberbaumaterials nach dem Ende der Versuche verzögerte sich und kam schließlich nicht zustande.
„Auf Veranlassung des Herrn Ministers der öffentlichen Arbeiten“ Hermann von Budde vereinbarten die Mitarbeiter des Ministeriums und die Königliche Eisenbahndirektion Berlin mit der Militärbahnführung ein weiteres Versuchsprogramm mit ausgewählten Dampflokomotiven.

## Versuchslokomotiven
Der Verein Deutscher Maschinen-Ingenieure lobte
in den Jahren 1902 und 1903 zwei Preisausschreiben für Entwürfe einer Schnellfahrlokomotive aus. In einem ersten Wettbewerb vom März 1902 wurde umfassend nach Betriebsmitteln für schnellfahrende, durch Dampflokomotiven zu befördernde Personenzüge gesucht. Die gewünschte Lokomotive sollte einen Zug mit 180 t Wagengewicht in der Ebene mit 120 km/h über eine Dauer von drei Stunden befördern können. Die zulässige Höchstgeschwindigkeit des Zuges sollte 150 km/h betragen, wobei ein betriebssicherer und ruhiger Gang gefordert war. Die Preisarbeiten waren bis zum 1. Dezember 1902 einzureichen. An der Beurteilung war unter anderem der Königliche Regierungs- und Baurat Gustav Wittfeld beteiligt.
Das Ergebnis des Wettbewerbs wurde auf der ersten Versammlung des VDMI im Jahr 1903 von Oberbaurat a. D. Adolf Klose verkündet. Zu den Preisträgern gehörten unter anderem der Oberingenieur Michael Kuhn in Cassel und der Geheime Regierungsrat Professor August von Borries in Berlin. In einem zweiten Preisausschreiben des VDMI vom März 1903 wurde der Kreis der Preisträger zur Abgabe von ausführungsreifen Entwürfen der Schnellfahrlokomotive aufgefordert. Dabei wurden die technischen Anforderungen bezüglich der Achslasten (max. Raddruck 8 t), der Kesselleistung und des Brennstoffverbrauchs sowie des Bremsverhaltens konkretisiert. Es stand den Bewerbern frei, entweder eine Lokomotive mit Tender oder eine Tenderlokomotive zu entwerfen, verpflichtend war aber eine Umhüllung der Lokomotive zur besseren Überwindung des Luftwiderstandes. Das Preisgeld wurde hälftig dem Regierungsbaumeister Dr.-Ing. Heinrich Mehlis in Berlin und dem Oberingenieur Franz Peglow zuerkannt. Es wurde empfohlen, die Entwürfe dem Herrn Minister der öffentlichen Arbeiten vorzulegen. Henschel & Sohn in Kassel baute drei Lokomotiven mit unterschiedlich gestalteten Verkleidungen, von denen eine rechtzeitig fertiggestellt wurde und an den Versuchsfahrten teilnahm.
Die übrigen Dampflokomotiven wurden bis auf eine Ausnahme den neuesten Serienlieferungen entnommen, teilweise mit neu entwickelten Bauteilen ausgerüstet. Die preußischen Baureihenbezeichnungen, denen die einzelnen Versuchslokomotiven zugeordnet wurden, wurden erst 1906 eingeführt. Die nachfolgend verwendete Nummerierung der Versuchslokomotiven stammt aus dem Organ und wurde auch von Pierson genutzt; in anderen Veröffentlichungen finden sich abweichende Nummerierungen.
- Zur Versuchslokomotive I liegen nur wenige Informationen vor, es handelte sich dabei um eine bewährte 2’B-Zweizylinder-Nassdampf-Verbunddampflokomotive der Serienausführung der späteren Preußischen S 3[15], die offenbar nur zu Vergleichszwecken mit den modernen Dampflokomotiven an den Versuchsfahrten teilnahm.[16][17]
- Die Versuchslokomotive II war ebenfalls eine 2’B-Lokomotive. Sie verfügte über ein Nassdampf-Vierzylinderverbundtriebwerk der Bauart de Glehn. Sie wurde von der Elsässischen Maschinenbau-Gesellschaft Grafenstaden gebaut und stammte aus der Bauserie 1902–1904.[18] Diese Lokomotive kann der späteren preußischen S 5.1, Bauart de Glehn zugeordnet werden.
- Die Versuchslokomotive III der späteren Preußischen S 4 war als 2’B-Lokomotive die einzige Maschine des Versuchsprogramms mit einem Heißdampftriebwerk.[19] Pierson vermutet die von Borsig gebaute Elberfeld 3 aus dem Jahr 1903.[20]

Versuchslokomotive IV Magdeburg 2 der späteren preuß. S 7 Bauart de Glehn, gebaut von Grafenstaden, mit Versuchszug 1904

- Die Versuchslokomotive IV gehörte zur späteren Preußischen S 7 der Bauart de Glehn. Bei ihr handelt es sich um die von Grafenstaden gebaute 2’B1’-Lokomotive mit Vierzylinderverbundtriebwerk, die unter der Betriebsnummer Magdeburg 2 lief.[21]
- Bei der Versuchslokomotive V handelt es sich um eine von Hanomag im Jahr 1903 unter der Fabriknummer 4099 gebaute 2’B1’-Maschine mit Vierzylinderverbundtriebwerk der späteren Preußischen S 7 der Bauart von Borries, die die Betriebsnummer Hannover 608 besaß.[22][23]

Versuchslokomotive VI von Henschel, Werbeplakat zur Weltausstellung St. Louis 1904

- Die Versuchslokomotive VI wurde als Ergebnis der VDMI-Ausschreibung von 1902 und nach den Vorgaben des Baurates Gustav Wittfeld von Henschel unter der Leitung von Oberingenieur Michael Kuhn konstruiert. Nach Kuhns Tod im August 1903 leitete sein Nachfolger Georg Heise die Fertigstellung. Diese Lokomotive hob sich von den anderen Versuchslokomotiven bereits durch den Frontführerstand, die kastenförmige Verkleidung von Lok und Tender, die an die elektrischen Schnellbahnwagen angelehnt war, sowie Treibräder mit einem Durchmesser von 2,20 m ab. Außergewöhnlich war auch das Dreizylinder-Nassdampf-Verbundtriebwerk, das aus einem innenliegenden Hochdruckzylinder und zwei außenliegenden Niederdruckzylindern bestand. In England wurde diese von Walter Mackersie Smith entwickelte und von Samuel Waite Johnson für den Alltagsbetrieb überarbeitete Triebwerksbauform 1902 sehr erfolgreich bei der Midland Railway in den 4-4-0 Compound-Lokomotiven der Class 1000 eingeführt und von der London, Midland and Scottish Railway fortgesetzt. Die aufwändige Kuhn-Wittfeld-Lokomotive konnte zwar bei den Versuchsfahrten mit 137 km/h die höchste Geschwindigkeit erreichen, erfüllte aber ansonsten die in sie gesetzten Erwartungen nicht. Sie wurde nach den Versuchsfahrten auf der Weltausstellung in St. Louis (USA) gezeigt.[19] Auf dem englischsprachigen Henschel-Werbeplakat sind eine Höchstgeschwindigkeit von 150 km/h und ein Vierzylinder-Verbundtriebwerk genannt. Nach der Rückkehr von der Weltausstellung wurde die Verkleidung der Kuhn-Wittfeld-Lok entfernt. Ab 1906 war sie zunächst als S9 Altona 561 eingesetzt, ab 1914 war sie als S9 Hannover 999 bis 1918 im Dienst.[24]

## Durchführung und Ergebnisse der Versuchsfahrten
Die Versuchsfahrten fanden vom 19. Januar bis zum 19. April 1904 statt. Die Leitschienen waren weiterhin in den Streckengleisen eingebaut, aber auch in den Weichen wurden die Leitschienen wieder eingefügt.
Am Bahnhof Marienfelde waren keine Anlagen für die Unterhaltung von Dampflokomotiven verfügbar. Deshalb wurden die Lokomotiven und Wagen der Versuchsfahrten im Bahnhof Berlin der Militärbahn an der Kolonnenstraße zusammengestellt. Die Züge wurden zunächst auf der Dresdener Bahn bis zum Bahnhof Marienfelde geführt. Dort wechselten sie vom Streckengleis auf das dortige Gleis 9 und konnten von diesem Gleis aus ohne Geschwindigkeitsbeschränkung direkt auf die ertüchtigte, 23 km lange Militärbahnstrecke bis Zossen durchfahren und ihre höchste Leistung anstreben. Da der Bahnhof Zossen keine große Drehscheibe besaß, mussten Lokomotiven und Tender vor der Rückfahrt nach Berlin getrennt und einzeln auf der kleinen Drehscheibe gedreht werden, bevor sie zurückkehren konnten.
Die in der folgenden Tabelle genannten Höchstgeschwindigkeiten wurde mit Versuchszügen erreicht, die aus sechs Schnellzugwagen mit einem Zuggewicht von 221 t oder aus drei Schnellzugwagen mit einem Zuggewicht von 110 t bestanden.
| Nr. | Achsfolge | Hersteller   | Bauart                                       | vmax km/h 6 Wagen | vmax km/h 3 Wagen | Besonderheiten                              |
| --- | --------- | ------------ | -------------------------------------------- | ----------------- | ----------------- | ------------------------------------------- |
| I   | 2’B n2v   | unbekannt    | spätere preuß. S 3                           | 113               | 119               |                                             |
| II  | 2’B n4v   | Grafenstaden | de Glehn, spätere preuß. S 5.1               | 108               | 120               |                                             |
| III | 2’B h2    | Borsig       | spätere preuß. S 4                           | 128               | 136               | Heißdampf mit Rauch- kammerüberhitzer       |
| IV  | 2’B1’ n4v | Grafenstaden | de Glehn, spätere preuß. S 7                 | 108               | 123               |                                             |
| V   | 2’B1’ n4v | Hanomag      | von Borries, spätere preuß. S 7              | 118               | 126,5             |                                             |
| VI  | 2’B2’ n3v | Henschel     | Kuhn-Wittfeld, spätere preuß. S 9 Altona 561 | 128               | 137               | Frontführerstand, kastenförmige Verkleidung |

Die verkleidete Kuhn-Wittfeld-Lok konnte mit dem Drei-Wagen-Zug mit 137 km/h die größte Höchstgeschwindigkeit erreichen, nur knapp vor der Heißdampflok S 4 mit 136 km/h.

## Damalige Berichterstattung

Zug mit der Versuchslokomotive V bei der Einfahrt in den Bahnhof Marienfelde

Über die Versuchsfahrten mit Dampflokomotiven wurde sowohl in den Fachzeitschriften als auch in den Tageszeitungen und Zeitschriften berichtet. Nach den Rekordfahrten der Drehstrom-Schnellbahnwagen vom Oktober 1903 wurden erneut hohe Geschwindigkeiten erwartet. Überliefert sind die Bilder und Kurzberichte in der Wochenillustrierte Die Woche Ausgabe 11 vom März und Ausgabe 15 vom April 1904. In der Ausgabe der Woche 11/1904 wird ein Bild eines in den Bahnhof Marienfelde einfahrenden Versuchszuges mit sechs Wagen bei einer angeblichen Geschwindigkeit von 140 km/h gezeigt. Tatsächlich hat dieser Zug aber nur eine Geschwindigkeit von 118 km/h auf freier Strecke erreicht.
In der Leitmeritzer Zeitung (heute Litoměřice) erschien ein Bericht vom 31. März 1904 über die Schnellfahrversuche mit der Kuhn-Wittfeld-Lokomotive, die erst kurz zuvor auf der Versuchsstrecke eintraf.
Gemäß dem Berliner Volksblatt vom 23. April 1904, einer Beilage zum Vorwärts, war zunächst vorgesehen, auch eine 3/7 gekuppelte Schnellzuglokomotive für Gebirgsbahnen von Henschel (zwischenzeitlich als Preußische T 16 bezeichnet) und eine weitere 2/6 gekuppelte Schnellbahnlokomotive nach Bauart Wittfeld (Altona 562, nur mit zwei verkleideten Endführerständen) zu den Probefahrten zuzulassen. Dies konnte jedoch nicht mehr erfolgen, da der Sommerfahrplan auf der Militärbahn keine ausreichenden Betriebspausen aufweist. In diesem ausführlichen Zeitungsbericht wurden die erzielten Geschwindigkeiten der Lokomotiven detailliert beschrieben.
Im Mai 1904 erschien in der Wiener Fachzeitschrift Die Lokomotive eine ausführliche Beschreibung der Versuchslokomotive III mit dem Heißdampftriebwerk und der verkleideten Versuchslokomotive VI Bauart Kuhn-Wittfeld.
In der Deutschen Bauzeitung vom 4. Juni 1904 findet sich unter den Personalnachrichten der Hinweis, dass die Regierungs- und Bauräte Wittfeld und Uber zu Geheimen Bauräten und vortragenden Räten im Ministerium der öffentlichen Arbeiten ernannt wurden.
Nachdem das Polytechnische Journal bereits im Jahre 1902 über das VDMI-Preisausschreiben berichtet hatte, erschienen 1904 ein Bericht über die geplante Ausstellung der Henschel-Lokomotiven auf der Weltausstellung in St. Louis und im April 1905 eine Zusammenfassung des offiziellen Berichtes.
Erst im Dezember 1905 veröffentlichte die in Wien erscheinende Fachzeitschrift Die Lokomotive einen ausführlichen fünfseitigen Bericht über die Schnellfahrversuche mit Dampflokomotiven.

## Allgemeine Anhebung der Höchstgeschwindigkeit
Am 6. Juni 1904 fand die 45. Hauptversammlung des Vereins deutscher Ingenieure in  Frankfurt am Main statt. Den ersten Vortrag hielt der Geheime Regierungsrat Professor August von Borries, der selber an der Weiterentwicklung der Dampflokomotiven beteiligt war, über den Schnellbetrieb auf Hauptbahnen. Er setzte sich mit der Notwendigkeit schneller elektrischer Bahnen auf Fernstrecken intensiv auseinander, ging aber auf die sechs Wochen zuvor beendeten Schnellfahrversuche mit Dampflokomotiven nicht ein. Grundsätzlich hatten die Versuchsfahrten mit den Drehstrom-Schnellbahnwagen gezeigt, dass auch höhere Geschwindigkeiten als bislang üblich sicher gefahren werden können. Der technische Aufwand und die Berücksichtigung der betrieblichen Abläufe auf den vorhandenen Strecken, insbesondere die Streckenauslastung, würden aber eher für eine Anhebung der Höchstgeschwindigkeiten bis max. 150 km/h sprechen. Eine günstige Einsatzmöglichkeiten für den elektrischen Zugverkehr sah er auf der Hauptbahn Berlin–Potsdam–Wildpark mit einer Geschwindigkeit 120 km/h, die eine Halbierung der Fahrzeiten ermöglichen würde.
Gemäß einem Bericht an den Minister Hermann von Budde vom Oktober 1904 soll nach dem Abschluss der Versuchsfahrten allmählich eine höhere Fahrgeschwindigkeit der Schnellzüge angestrebt werden. Die Staatsbahnverwaltung wolle als Voraussetzung dazu ihr Augenmerk den neuen Bremsen zuwenden, um die Geschwindigkeit erhöhen zu können.
In der Betriebsordnung für die Haupteisenbahnen Deutschlands von 1892, gültig ab dem 1. Januar 1893, §. 26. Fahrgeschwindigkeit, war die größte zulässige Fahrgeschwindigkeit in der Stunde für Personenzüge mit durchgehender Bremse bislang im Allgemeinen auf 80 km/h, unter besonders günstigen Verhältnissen mit Genehmigung der Landes-Aufsichtsbehörde auf 90 km/h begrenzt.
Wichtige Voraussetzungen zur Erhöhung der Geschwindigkeiten waren neben der Ertüchtigung des Oberbaus und der Leistungserhöhung der Lokomotiven die Verstärkung der Bremsen und die Vergrößerung der Vorsignalabstände.
Mit der ab dem 1. Mai 1905 geltenden Eisenbahn-Bau- und Betriebsordnung wurde unter § 66. Fahrgeschwindigkeit die größte zulässige Geschwindigkeit in der Stunde für Personenzüge mit durchgehender Bremse auf Hauptbahnen auf 100 km/h angehoben. Unter besonders günstigen Verhältnissen konnte die Landesaufsichtsbehörde höhere Geschwindigkeiten zulassen.
Angeregt von den Schnellfahrversuchen in Preußen hatten die Königlich Bayerischen Staats-Eisenbahnen Ende 1905 bei der Lokomotiven- und Maschinenfabrik J.A. Maffei ebenfalls eine Versuchslokomotive für Schnellfahrten bestellt, die bereits im Frühjahr 1906 ausgeliefert werden konnte und als Einzelstück in die Baureihe Bayerische S 2/6 eingeordnet wurde. Diese Lokomotive konnte am 2. Juli 1907 zwischen München und Augsburg mit einem Zug aus vier Schnellzugwagen (150 t) eine Rekordgeschwindigkeit von 154,5 km/h erreichen.

## Weitere Rezeption
Eine Nachahmung der Kuhn-Wittfeld-Lok wurde von Märklin in den Jahren 1904 bis 1907 unter der Katalognummer KH 4021 in das Programm aufgenommen. Dabei handelte es sich um eine Echtdampflokomotive in der Spur 1.
Karl-Ernst Maedel inszenierte im Kapitel Marksteine seines Buches Giganten der Schiene von 1962 eine dramatische Wettfahrt zwischen der Kuhn-Wittfeld-Versuchsdampflokomotive und der vierachsigen Siemens-Drehstrom-Elektrolokomotive von Marienfelde nach Zossen im Juli 1904. Maedel griff dabei zwar auf reale Fakten zurück, die er aber recht frei neu zusammenstellte. So war Kuhn bereits im August 1903 verstorben und eine direkte Hochgeschwindigkeits-Vergleichsfahrt zwischen Dampflokomotiven und den elektrischen Drehstromfahrzeugen konnte nicht stattfinden, weil nur das Gleis der Militärbahn für höhere Geschwindigkeiten ertüchtigt und zugelassen war. Außerdem befand sich die Kuhn-Wittfeld-Lok im Juli 1904 auf der Weltausstellung in St. Louis (USA) und die elektrische Anlage der Militärbahn war im Sommer 1904 bereits nicht mehr im Betrieb.